# Rómulo Villalobos
José Rómulo Villalobos Campos (ur. 1 września 1997 w San Miguel) – salwadorski piłkarz występujący na pozycji środkowego obrońcy, reprezentant Salwadoru, od 2023 roku zawodnik Águili.